# Super Trouper
Super Trouper – siódmy album studyjny szwedzkiego zespołu ABBA, wydany w 1980 roku.

## Lista utworów
Strona A
1. „Super Trouper” – 4:11
2. „The Winner Takes It All” – 4:55
3. „On and On and On” – 3:40
4. „Andante, Andante” – 4:39
5. „Me and I” – 4:54

Strona B
1. „Happy New Year” – 4:23
2. „Our Last Summer” – 4:19
3. „The Piper” – 3:26
4. „Lay All Your Love on Me” – 4:33
5. „The Way Old Friends Do” (Live) – 2:53